# Coupe d'Afrique du Nord de football 1935-1936
Navigation
Coupe AFN 1934-1935 Coupe AFN 1936-1937
Cet article traite de l'édition 1935-1936 de la Coupe d'Afrique du Nord de football. Il s'agit de la Cinquième édition de cette compétition, qui se termine par une victoire de l'Italia de Tunis.
C'est une équipe de la Ligue de Tunisie et une équipe de la Ligue du Maroc qui se rencontrent en finale. Ces deux équipes sont respectivement l'Italia de Tunis et l'US Marocaine. La finale se termine par une victoire des Tunisiens sur les Marocain sur le score de 1 but à 0.
L'Italia de Tunis remporte la compétition pour la Première fois de son histoire et permet à sa ligue, la Ligue de Tunisie d'obtenir un Premier titre dans la compétition.

## Parcours LMFA-Maroc

### Premier Tour
- joués le 27 octobre 1935

|    | Date | Club                 | Score | Club               | Lieu |
| -- | ---- | -------------------- | ----- | ------------------ | ---- |
| 1  |      | ASPTT Rabat          | 7 - 1 | US Kénitra         |      |
| 2  |      | Stade Marocain       | 3 - 1 | US Cheminots Rabat |      |
| 3  |      | Racing de Casablanca | 2 - 0 | Idéal Marocain     |      |
| 4  |      | ASPTT Casablanca     | 2 - 1 | CSM BUS Casablanca |      |
| 5  |      | US Marocaine         | 3 - 0 | AS Mogador         |      |
| 6  |      | US Safi              | -     | Fédala Sport       |      |
| 7  |      | SC Mazagan           | 3 - 2 | USA Casablanca     |      |
| 8  |      | SA Marrakech         | 3 - 1 | OC Khouribga       |      |
| 9  |      | Moghreb Tanger       | -     | SC Roches Noires   |      |
| 10 |      | Olympique Marocain   | 5 - 1 | ASPTT Fès          |      |
| 11 |      | ASTF Tanger          | 2 - 1 | SC Taza            |      |

### Deuxième Tour
- joués le 22 décembre 1935

|   | Date | Club                 | Score | Club    | Lieu |
| - | ---- | -------------------- | ----- | ------- | ---- |
| 1 |      | Racing de Casablanca | 2 - 0 | US Safi |      |
| 2 |      | ASPTT Casablanca     | -     | ...     |      |
| 3 |      | Olympique Marocain   | -     | ...     |      |
| 4 |      | US Marocaine         | -     | ...     |      |
| 5 |      | SA Marrakech         | -     | ...     |      |
| 6 |      | Stade Marocain       | -     | ...     |      |

### Troisième Tour
- joués le 12 janvier 1935

|   | Date | Club                 | Score | Club             | Lieu |
| - | ---- | -------------------- | ----- | ---------------- | ---- |
| 1 |      | Racing de Casablanca | 2 - 0 | ASPTT Casablanca |      |
| 2 |      | Olympique Marocain   | 4 - 2 | US Marocaine     |      |
| 3 |      | SA Marrakech         | 6 - 0 | Stade Marocain   |      |

## Parcours LTFA-Tunisie

### Premier Tour
- joués le 1935

|    | Date | Club | Score | Club | Lieu |
| -- | ---- | ---- | ----- | ---- | ---- |
| 1  |      | ...  | -     | ...  |      |
| 2  |      | ...  | -     | ...  |      |
| 3  |      | ...  | -     | ...  |      |
| 4  |      | ...  | -     | ...  |      |
| 5  |      | ...  | -     | ...  |      |
| 6  |      | ...  | -     | ...  |      |
| 7  |      | ...  | -     | ...  |      |
| 8  |      | ...  | -     | ...  |      |
| 9  |      | ...  | -     | ...  |      |
| 10 |      | ...  | -     | ...  |      |
| 11 |      | ...  | -     | ...  |      |
| 12 |      | ...  | -     | ...  |      |

### Deuxième Tour
- joués le 1935

|    | Date | Club | Score | Club | Lieu |
| -- | ---- | ---- | ----- | ---- | ---- |
| 1  |      | ...  | -     | ...  |      |
| 2  |      | ...  | -     | ...  |      |
| 3  |      | ...  | -     | ...  |      |
| 4  |      | ...  | -     | ...  |      |
| 5  |      | ...  | -     | ...  |      |
| 6  |      | ...  | -     | ...  |      |
| 7  |      | ...  | -     | ...  |      |
| 8  |      | ...  | -     | ...  |      |
| 9  |      | ...  | -     | ...  |      |
| 10 |      | ...  | -     | ...  |      |
| 11 |      | ...  | -     | ...  |      |
| 12 |      | ...  | -     | ...  |      |

### Troisième Tour
- joués le 1935

|   | Date | Club | Score | Club | Lieu |
| - | ---- | ---- | ----- | ---- | ---- |
| 1 |      | ...  | -     | ...  |      |
| 2 |      | ...  | -     | ...  |      |
| 3 |      | ...  | -     | ...  |      |
| 4 |      | ...  | -     | ...  |      |
| 5 |      | ...  | -     | ...  |      |
| 6 |      | ...  | -     | ...  |      |

### Quatrième Tour
- joués le 1935

|   | Date | Club            | Score | Club | Lieu |
| - | ---- | --------------- | ----- | ---- | ---- |
| 1 |      | Italia de Tunis | -     | ...  |      |
| 2 |      | JS Hammam Lif   | -     | ...  |      |
| 3 |      | FC Sousse       | -     | ...  |      |

## Parcours LAFA-Alger

### Premier Tour
- joués le 29 septembre 1935[1]:

|   | Date | Club                     | Score     | Club               | Lieu                          |
| - | ---- | ------------------------ | --------- | ------------------ | ----------------------------- |
| 1 |      | AS Trèfle Alger          | 3 - 1     | FC Rochambeau      | Lebon                         |
| 2 |      | MC Alger                 | 6 - 0     | CS Staoueli-Trappe | Saoula                        |
| 3 |      | ES Zéralda               | 2 - 0     | Alger Olympique    | stade Jean-Pierre / la Trappe |
| 4 |      | Olympique de Tizi-Ouzou  | 4 - 0     | SC Médéa           | Maison-Carrée                 |
| 5 |      | JS Isserville-les-Issers | 1 - 0 s.p | SC Alger           | Maison-Carrée                 |
| 6 |      | AS Montpensier           | 3 - 1     | SCU El Biar        | Caroubier                     |

### Deuxième Tour
- joués le 3 novembre 1935[2]:

|                             | Date | Club                     | Score       | Club                    | Lieu |
| --------------------------- | ---- | ------------------------ | ----------- | ----------------------- | ---- |
| 1                           |      | AS Saint-Eugène          | 4 - 0       | US Oued-el-Alleug       |      |
| 2                           |      | Olympique Marengo        | par forfait | US Fort-de-l'Eau        |      |
| 3                           |      | Red Star Algérois        | 4 - 0       | US Ouest Mitidja        |      |
| 4                           |      | Gallia Sports d'Alger    | 11 - 1      | AS Saoula-Birkhadem     |      |
| 5                           |      | Olympique Hussein Dey    | 9 - 1       | Eveil de Ruisseau       |      |
| 6                           |      | RU Alger                 | 5 - 1       | Olympique de Tizi-Ouzou |      |
| 7                           |      | AS Boufarik              | 4 - 0       | AS Dellys               |      |
| 8                           |      | AS Trèfle Alger          | 3 - 1       | RAS Alger               |      |
| 9                           |      | JS Isserville-les-Issers | 2 - 0       | ES Zéralda              |      |
| 10                          |      | MC Alger                 | 4 - 1       | AS Montpensier          |      |
| 11                          |      | GS Orléansville          | 0 - 0       | RC Maison-Carrée        |      |
| 12                          |      | FC Blida                 | 1 - 0       | US Blida                |      |
| Match rejoué le 10 novembre |      |                          |             |                         |      |
|                             |      | GS Orléansville          | 3 - 1       | RC Maison-Carrée        |      |

### Troisième Tour
- joués le 8 décembre 1935[3]:

|   | Date | Club              | Score | Club                     | Lieu              |
| - | ---- | ----------------- | ----- | ------------------------ | ----------------- |
| 1 |      | MC Alger          | 2 - 1 | Gallia Sports d'Alger    | Municipal / Alger |
| 2 |      | AS Boufarik       | 2 - 0 | Olympique Hussein Dey    |                   |
| 3 |      | RC Maison-Carrée  | 1 - 0 | RU Alger                 | Hussein Dey       |
| 4 |      | FC Blida          | 6 - 2 | Red Star Algérois        | Boufarik          |
| 5 |      | Olympique Marengo | 2 - 1 | JS Isserville-les-Issers | Caroubier         |
| 6 |      | AS Saint-Eugène   | 3 - 0 | AS Trèfle Alger          |                   |

### Quatrième Tour
- joués le 5 janvier 1936[4],[5]:

|                            | Date | Club             | Score     | Club              | Lieu              |
| -------------------------- | ---- | ---------------- | --------- | ----------------- | ----------------- |
| 1                          |      | RC Maison-Carrée | 0 - 0     | AS Saint-Eugène   | Municipal/ Alger  |
| 2                          |      | MC Alger         | 1 - 1     | FC Blida          | Boufarik          |
| 3                          |      | AS Boufarik      | 0 - 0     | Olympique Marengo | Blida             |
| Match rejoué le 12 janvier |      |                  |           |                   |                   |
| 1                          |      | RC Maison-Carrée | 2 - 0     | AS Saint-Eugène   | Municipal / Alger |
| 2                          |      | MC Alger         | 1 - 1     | FC Blida          | Municipal / Alger |
| 3                          |      | AS Boufarik      | 1 - 0 a.p | Olympique Marengo | Blida             |
| Match rejoué le            |      |                  |           |                   |                   |
| 1                          |      | MC Alger         | -         | FC Blida          |                   |

## Parcours LOFA-Oran

### Premier Tour
- joués le 15 septembre 1935[6]:

|   | Date | Club                         | Score | Club                            | Lieu                   |
| - | ---- | ---------------------------- | ----- | ------------------------------- | ---------------------- |
| 1 |      | USFA Tlemcen                 | 9 - 0 | FC Oran                         | Grand Bassin / Tlemcen |
| 2 |      | la Marsa                     | 4 - 0 | USSC Témouchent                 | Mers-el-Kebir          |
| 3 |      | Saint-Louis Sportive Oranais | 1 - 0 | US Bel-Abbès                    | Oran                   |
| 4 |      | AS Lahitte                   | 3 - 0 | Sports Thiers Club Bel-Abbèsien | Stade USMO / Oran      |
| 5 |      | US Laferrière                | 1 - 0 | USM Bel Abbès                   | Laferrière             |
| 6 |      | ASPTT Oujda                  | 2 - 0 | Brillant Medioni Sportive Oran  | Oujda                  |

| Titulaires : |  |
| |  |
| (Maillot) 1. Truco 2. Coscat II 3. Coscat I 4. Algaras 5. Carvajal 6. Sanchez 7. Fernandez 8. Roland 9. Hamadi 10. Lopez 11. Mestre |  |

| Titulaires : |  |
| |  |
| (Maillot) 1. Gonzalès 2. Sotto 3. Lapuerta 4. Chapapria III 5. Chapapria I 6. Karim 7. Chapapria II 8. Gongora 9. Cazorla 10. Pelozuelo 11. Rodriguez |  |

| Titulaires : |  |
| |  |
| (Maillot) 1. Truco 2. Coscat II 3. Coscat I 4. Algaras 5. Carvajal 6. Sanchez 7. Fernandez 8. Roland 9. Hamadi 10. Lopez 11. Mestre |  |

| Titulaires : |  |
| |  |
| (Maillot) 1. Gonzalès 2. Sotto 3. Lapuerta 4. Chapapria III 5. Chapapria I 6. Karim 7. Chapapria II 8. Gongora 9. Cazorla 10. Pelozuelo 11. Rodriguez |  |

| Titulaires : |  |
| |  |
| (Maillot blanc et bleu) 1. Arazat 2. Martinez 3. Demoya 4. Albert Antoine 5. Llorens 6. Jobert 7. Miraillès 8. Mas 9. Pénalva 10. Almencija 11. Guttierez |  |

| Titulaires : |  |
| |  |
| (Maillot vert et rouge) 1. Garcia 2. Moletot 3. Almira 4. Gomez 5. Ferrer 6. Cazorla 7. Martini 8. Forté 9. Torrès 10. Canalès 11. Oliver |  |

| Titulaires : |  |
| |  |
| (Maillot blanc et bleu) 1. Arazat 2. Martinez 3. Demoya 4. Albert Antoine 5. Llorens 6. Jobert 7. Miraillès 8. Mas 9. Pénalva 10. Almencija 11. Guttierez |  |

| Titulaires : |  |
| |  |
| (Maillot vert et rouge) 1. Garcia 2. Moletot 3. Almira 4. Gomez 5. Ferrer 6. Cazorla 7. Martini 8. Forté 9. Torrès 10. Canalès 11. Oliver |  |

### Deuxième Tour
- joués le 29 septembre 1935[7]:

|                         | Date | Club                   | Score | Club                           | Lieu              |
| ----------------------- | ---- | ---------------------- | ----- | ------------------------------ | ----------------- |
| 1                       |      | Stade Mondial Gambetta | 1 - 1 | Perrégaux GS                   | Stade Gay / Oran  |
| 2                       |      | US Hammam Bou Hadjar   | 2 - 0 | ASPTT Oujda                    | Hammam Bou Hadjar |
| 3                       |      | SC Bel-Abbès           | 4 - 0 | Saint-Louis Sportive Oranais   | Oran              |
| 4                       |      | GC Oran                | 3 - 0 | JS Saint-Eugène                | Oran              |
| 5                       |      | USM Oran               | 3 - 1 | SCFM Oujda                     | Oran              |
| 6                       |      | ASM Oran               | 5 - 2 | US Laferrière                  | Oran              |
| 7                       |      | AS Eckmühl             | 6 - 1 | Saint-Charles Sportive Oranais | Oran              |
| 8                       |      | AGS Mascara            | 1 - 0 | SCJ Relizane                   | Relizane          |
| 9                       |      | la Marsa               | 2 - 1 | IS Mostaganem                  | Mers-el-Kebir     |
| 10                      |      | GC Saïda               | 4 - 2 | AS Lahitte                     | Saida             |
| 11                      |      | CAL Oran               | 2 - 0 | USFA Tlemcen                   | Oran              |
| 12                      |      | SC Choupot             | 2 - 0 | JP Bel-Abbès                   | Oran              |
| Match rejoué 14 octobre |      |                        |       |                                |                   |
|                         |      | Perrégaux GS           | 2 - 0 | Stade Mondial Gambetta         | Pérregaux         |

| Titulaires : |  |
| |  |
| (Maillot) 1. Barbier Eugène 2. Alcaraz Emile 3. Malvy Camille 4. Lahouari Hammou 5. Matéo II 6. Soler Ferdinand 7. Beltramo André 8. Sau Jacques 9. Mattéo Joseph dit (Mattéo I) 10. Lozaro II 11. Victoria Georges |  |

| Titulaires : |  |
| |  |
| (Maillot) 1. Moranté 2. Soler Albert 3. Moralès 4. Martinez 5. Montoya 6. Soler Jean 7. Gomez 8. Chaléa 9. Olivarès 10. Toremocha 11. Garcia |  |

| Titulaires : |  |
| |  |
| (Maillot) 1. Barbier Eugène 2. Alcaraz Emile 3. Malvy Camille 4. Lahouari Hammou 5. Matéo II 6. Soler Ferdinand 7. Beltramo André 8. Sau Jacques 9. Mattéo Joseph dit (Mattéo I) 10. Lozaro II 11. Victoria Georges |  |

| Titulaires : |  |
| |  |
| (Maillot) 1. Moranté 2. Soler Albert 3. Moralès 4. Martinez 5. Montoya 6. Soler Jean 7. Gomez 8. Chaléa 9. Olivarès 10. Toremocha 11. Garcia |  |

| Titulaires : |  |
| |  |
| (Maillot) 1. Santa 2. Lasserre 3. Ruperto 4. Sanchez 5. Garcia 6. Dich I 7. Zedeek 8. Munoz 9. Dich II 10. Haffela 11. Ribot |  |

| Titulaires : |  |
| |  |
| (Maillot) 1. Gonzalès Albert 2. Matéo François 3. Hardighoust 4. Matéo Manueldit (Matéo II) 5. Lopez Joseph 6. Sirvent Antoine 7. Cuenca 8. Hamou 9. François 10. Estève Placide 11. Attias |  |

| Titulaires : |  |
| |  |
| (Maillot) 1. Santa 2. Lasserre 3. Ruperto 4. Sanchez 5. Garcia 6. Dich I 7. Zedeek 8. Munoz 9. Dich II 10. Haffela 11. Ribot |  |

| Titulaires : |  |
| |  |
| (Maillot) 1. Gonzalès Albert 2. Matéo François 3. Hardighoust 4. Matéo Manueldit (Matéo II) 5. Lopez Joseph 6. Sirvent Antoine 7. Cuenca 8. Hamou 9. François 10. Estève Placide 11. Attias |  |

### Troisième Tour
- joués le 13 octobre 1935[8],[9]:

|   | Date        | Club        | Score     | Club                 | Lieu      |
| - | ----------- | ----------- | --------- | -------------------- | --------- |
| 1 |             | GC Oran     | 1 - 0     | ASM Oran             | Oran      |
| 2 |             | CAL Oran    | 5 - 1     | SC Bel-Abbès         | Bel-Abbès |
| 3 |             | AGS Mascara | 5 - 2     | AS Eckmühl           | Mascara   |
| 4 |             | SC Choupot  | 2 - 0     | GC Saïda             | Saida     |
| 5 |             | la Marsa    | 5 - 3     | US Hammam Bou Hadjar | Oran      |
| 6 | 24 novembre | USM Oran    | 3 - 1 a.p | Perrégaux GS         | Pérregaux |

| Titulaires : |  |
| |  |
| (Maillot) 1. Alphonse Robergeot 2. Lucien Louge 3. Abdelkader Benzaoui 4. Antoine 5. Gluais Gaston 6. Morsli 7. Albert Nakam 8. Amiel Albert 9. Sicsou 10. Hachlouf 11. Vincent André |  |

| Titulaires : |  |
| |  |
| (Maillot) 1. Galéra 2. Esclapez Alfred 3. Mendiéla 4. Mas Louis 5. Bététa Alfred 6. Gonzalès Martin 7. Alcaraz Antoine 8. Sanchez Bartolomé 9. Braquessac Roger 10. Garrido Octave 11. Dumas Lucien |  |

| Titulaires : |  |
| |  |
| (Maillot) 1. Alphonse Robergeot 2. Lucien Louge 3. Abdelkader Benzaoui 4. Antoine 5. Gluais Gaston 6. Morsli 7. Albert Nakam 8. Amiel Albert 9. Sicsou 10. Hachlouf 11. Vincent André |  |

| Titulaires : |  |
| |  |
| (Maillot) 1. Galéra 2. Esclapez Alfred 3. Mendiéla 4. Mas Louis 5. Bététa Alfred 6. Gonzalès Martin 7. Alcaraz Antoine 8. Sanchez Bartolomé 9. Braquessac Roger 10. Garrido Octave 11. Dumas Lucien |  |

| Titulaires : |  |
| |  |
| (Maillot Blanc et noir) 1. Baghdad Aboukébir 2. Foitih Mohamed dit "Hamida" 3. Bencherab Saffa dit "Ahmed" 4. Miloud Bouakeul 5. Saffa Mokhfi 6. Hamou Nafi 7. Boudjelal 8. Saïd Dennaï 9. Ali Serradj 10. Miloud Osman 11. Souilem Gnaoui |  |

| Titulaires : |  |
| |  |
| (Maillot Blanc cerclé vert) 1. Lechtaman Albert 2. Figueroa 3. Vargas 4. Martinez Pierre 5. Quessada Antoine 6. Cerda Raymond 7. Cerda Manuel 8. Bénarrouche 9. Lopez Manuel 10. Santamaria 11. Ortiz Antoine |  |

| Titulaires : |  |
| |  |
| (Maillot Blanc et noir) 1. Baghdad Aboukébir 2. Foitih Mohamed dit "Hamida" 3. Bencherab Saffa dit "Ahmed" 4. Miloud Bouakeul 5. Saffa Mokhfi 6. Hamou Nafi 7. Boudjelal 8. Saïd Dennaï 9. Ali Serradj 10. Miloud Osman 11. Souilem Gnaoui |  |

| Titulaires : |  |
| |  |
| (Maillot Blanc cerclé vert) 1. Lechtaman Albert 2. Figueroa 3. Vargas 4. Martinez Pierre 5. Quessada Antoine 6. Cerda Raymond 7. Cerda Manuel 8. Bénarrouche 9. Lopez Manuel 10. Santamaria 11. Ortiz Antoine |  |

### Quatrième Tour
- joués le 8 décembre 1935[10],[11]:

|                                 | Date | Club        | Score | Club       | Lieu    |
| ------------------------------- | ---- | ----------- | ----- | ---------- | ------- |
| 1                               |      | GC Oran     | 0 - 0 | USM Oran   | Oran    |
| 2                               |      | AGS Mascara | 3 - 0 | SC Choupot | Mascara |
| 3                               |      | la Marsa    | 2 - 1 | CAL Oran   | Oran    |
| Match rejoué le 12 janvier 1936 |      |             |       |            |         |
|                                 |      | GC Oran     | 2 - 1 | USM Oran   | Oran    |

| Titulaires : |  |
|              |  |
| (Maillot)    |  |

| Titulaires :            |  |
|                         |  |
| (Maillot Bleu et Blanc) |  |

| Titulaires : |  |
|              |  |
| (Maillot)    |  |

| Titulaires :            |  |
|                         |  |
| (Maillot Bleu et Blanc) |  |

| Titulaires : |  |
| |  |
| (Maillot) 1. Blasco 2. Ferrara 3. Manchon 4. Guerra 5. Vicidomini 6. Lubrano 7. Palma 8. Sanchez 9. Scotto 10. Ferrara II 11. Maugé |  |

| Titulaires : |  |
| |  |
| (Maillot) 1. Rubi 2. Luque François 3. Paulin Gabriel 4. Sanchez Joseph 5. Carrasco 6. Navarro Mathieu 7. Mas Louis 8. Gonzalès Manuel 9. Cano Vincent 10. Morlet René 11. Nunas |  |

| Titulaires : |  |
| |  |
| (Maillot) 1. Blasco 2. Ferrara 3. Manchon 4. Guerra 5. Vicidomini 6. Lubrano 7. Palma 8. Sanchez 9. Scotto 10. Ferrara II 11. Maugé |  |

| Titulaires : |  |
| |  |
| (Maillot) 1. Rubi 2. Luque François 3. Paulin Gabriel 4. Sanchez Joseph 5. Carrasco 6. Navarro Mathieu 7. Mas Louis 8. Gonzalès Manuel 9. Cano Vincent 10. Morlet René 11. Nunas |  |

| Titulaires : |  |
| |  |
| (Maillot) 1. Barbier Eugène 2. Alcaraz Emile 3. Malvy Camille 4. Lahouari Hammou 5. Lazaro Onafret dit (Lazaro I) 6. Soler Ferdinand 7. Beltramo André 8. Scotto Joseph 9. Mattéo Joseph dit (Mattéo I) 10. Lazaro II 11. Boullat |  |

| Titulaires : |  |
| |  |
| (Maillot) 1. Baghdad Aboukébir 2. Bencharab Saffa dit "Ahmed" 3. Saïd Dennaï 4. Miloud Bouakeul 5. Saffa Mokhfi 6. Hamou Nafi 7. Souilem Gnaoui 8. Miloud Osman 9. Kader Firoud 10. Ali Serradj 11. Boudjellal III |  |

| Titulaires : |  |
| |  |
| (Maillot) 1. Barbier Eugène 2. Alcaraz Emile 3. Malvy Camille 4. Lahouari Hammou 5. Lazaro Onafret dit (Lazaro I) 6. Soler Ferdinand 7. Beltramo André 8. Scotto Joseph 9. Mattéo Joseph dit (Mattéo I) 10. Lazaro II 11. Boullat |  |

| Titulaires : |  |
| |  |
| (Maillot) 1. Baghdad Aboukébir 2. Bencharab Saffa dit "Ahmed" 3. Saïd Dennaï 4. Miloud Bouakeul 5. Saffa Mokhfi 6. Hamou Nafi 7. Souilem Gnaoui 8. Miloud Osman 9. Kader Firoud 10. Ali Serradj 11. Boudjellal III |  |

## Parcours LCFA-Constantine

### Premier Tour
- joués le 20 octobre 1935[12]:

|   | Date | Club                  | Score       | Club                  | Lieu        |
| - | ---- | --------------------- | ----------- | --------------------- | ----------- |
| 1 |      | CA Bordj Bou Arreridj | par forfait | SC Souk Ahras         |             |
| 2 |      | RU Constantine        | par forfait | AG Souk Ahras         |             |
| 3 |      | EJ Philippeville      | 2 - 1       | EV Kouif              | Bône        |
| 4 |      | USC Constantine       | 3 - 1       | Défense Saint-Arnaud  | Batna       |
| 5 |      | CS Constantine        | 3 - 2       | JS Bordj Bou Arreridj | Sétif       |
| 6 |      | AS Batna              | 0 - 0       | CAC Constantine       | Constantine |

### Deuxième Tour
- joués le 17 novembre 1935[13]:

|   | Date | Club                | Score     | Club                  | Lieu                       |
| - | ---- | ------------------- | --------- | --------------------- | -------------------------- |
| 1 |      | AS Bône             | 1 - 1     | CS Constantine        | Philippeville              |
| 2 |      | RU Constantine      | 3 - 2 a.p | JBAC Bône             | Philippeville              |
| 3 |      | RC Phillipeville    | 4 - 0     | USC Constantine       | Bône                       |
| 4 |      | AS Batna            | 7 - 3     | CC Biskra             | Sétif                      |
| 5 |      | JS Guelma           | 3 - 1     | CA Bordj Bou Arreridj | Stade Turpin / Constantine |
| 6 |      | Sporting Club Sétif | 2 - 0     | EJ Philippeville      | Stade Turpin / Constantine |

### Troisième Tour
- joués le 8 décembre 1935

les matchs ASB-RUC et SCS-ASB n'ont pu se disputer le 8 décembre par suite de mauvais temps , :
|   | Date        | Club                | Score | Club           | Lieu          |
| - | ----------- | ------------------- | ----- | -------------- | ------------- |
| 1 | 8 décembre  | RC Philippeville    | 4 - 3 | JS Guelma      | Bône          |
| 2 | 15 décembre | AS Bône             | 2 - 0 | RU Constantine | Philippeville |
| 3 | 15 décembre | Sporting Club Sétif | 1 - 0 | AS Batna       | Constantine   |

## Parcours des finalistes

### Huitièmes de finale
- Résultats du huitième de finale de la Coupe d'Afrique du Nord 1935-1936:
- joués le 2 février 1936[16],[17]:

|   | Date       | Club               | Score     | Club                 | Lieu                    |
| - | ---------- | ------------------ | --------- | -------------------- | ----------------------- |
| 1 |            | Italia de Tunis    | 3 - 0     | AS Boufarik          | Tunis                   |
| 2 |            | GC Oran            | 2 - 1     | SA Marrakech         | Stade Gallia / Oran     |
| 3 |            | Olympique Marocain | 2 - 1     | CDJ Oran             | Rabat                   |
| 5 |            | RC Maison-Carrée   | 5 - 2     | Sporting Club Sétif  | Maison-Carrée           |
| 6 |            | AS Bône            | 1 - 0     | JS Hammam Lif        | Bône                    |
| 7 | 09 février | MC Alger           | 2 - 1     | AGS Mascara          | Mascara                 |
| 8 | 09 février | RC Philippeville   | 4 - 2 a.p | FC Sousse            | Philippeville           |
| 4 | 09 février | la Marsa           | 1 - 0     | Racing de Casablanca | Colonel Bendaoud / Oran |

### Quarts de finale
- Résultats des quarts de finale de la Coupe d'Afrique du Nord 1935-1936:
- joués le 1er mars 1936[18]:

|   | Date | Club               | Score     | Club             | Lieu        |
| - | ---- | ------------------ | --------- | ---------------- | ----------- |
| 1 |      | Italia de Tunis    | 3 - 0     | RC Maison-Carrée | Tunis       |
| 2 |      | GC Oran            | 3 - 1     | RC Philippeville | Constantine |
| 3 |      | Olympique Marocain | 1 - 0     | MC Alger         | Alger       |
| 4 |      | la Marsa           | 2 - 1 a.p | AS Bône          | Oran        |

### Demi-finales
- Résultats des demi-finales de la Coupe d'Afrique du Nord 1935-1936:
- joués le 5 avril 1936[19]:

|   | Date | Club               | Score | Club     | Lieu       |
| - | ---- | ------------------ | ----- | -------- | ---------- |
| 1 |      | Italia de Tunis    | 2 - 1 | GC Oran  | Oran       |
| 2 |      | Olympique Marocain | 3 - 0 | la Marsa | Casablanca |

### Finale
- Résultats du finale de la Coupe d'Afrique du Nord 1935-1936

La finale joués le 3 mai 1936, :
|   | Date       | Club            | Score | Club               | Lieu              |
| - | ---------- | --------------- | ----- | ------------------ | ----------------- |
| 1 | 3 mai 1936 | Italia de Tunis | 1 - 0 | Olympique Marocain | Municipal / Alger |

| Titulaires : |  |
| |  |
| (Maillot Blanc) 1. Messina 2. Di Mattéo 3. Canino 4. Rappo 5. Di Maggio 6. Médina II 7. D'Antone 8. Platania 9. Médina I 10. Salavi 11. Di Martino |  |

| Titulaires : |  |
| |  |
| (Maillot Rouge) 1. Mekki 2. Salas 3. Kraft 4. Hernandez I 5. Madani 6. Hernandez II 7. Haza I 8. Delrieu 9. Haza II 10. Azecat 11. Yani |  |

| Titulaires : |  |
| |  |
| (Maillot Blanc) 1. Messina 2. Di Mattéo 3. Canino 4. Rappo 5. Di Maggio 6. Médina II 7. D'Antone 8. Platania 9. Médina I 10. Salavi 11. Di Martino |  |

| Titulaires : |  |
| |  |
| (Maillot Rouge) 1. Mekki 2. Salas 3. Kraft 4. Hernandez I 5. Madani 6. Hernandez II 7. Haza I 8. Delrieu 9. Haza II 10. Azecat 11. Yani |  |

| Coupe d'Afrique du Nord Vainqueur 1935-1936 |
| ------------------------------------------- |
| Italia de Tunis Premier titre               |